# Pajzsmirigyserkentő hormon
A pajzsmirigyserkentő hormon, más néven tireoidea-stimuláló hormon (TSH) vagy tireotropin az agyalapi mirigy elülső lebenyében termelődő hormon, mely a pajzsmirigyre stimulálóan hat és serkenti annak hormontermelését. A leggyakrabban a hormon rövidített nevét használják: TSH.

## Termelése, hatásai
A TSH az agyalapi mirigy elülső lebenyének bazofil sejtjeiben termelődik. Egy fehérjehormon, melynek molekuláris súlya 28 000 dalton. A sejtekből a tireotropinfelszabadító hormon (TRH)  hatására szabadul fel. A felszabadult TSH a véráramba kerül és a pajzsmirigysejtek felszínén található TSH-receptorokhoz köt. A receptor aktiválódásának következtében a pajzsmirigysejtek több pajzsmirigyhormont (tiroxint és a trijód-tironint) termelnek. Ezenkívül a TSH serkenti a periférián a tiroxin (T4) trijód-tironinná (T3) történő átalakulását. Egy negatív visszacsatolásnak nevezett folyamat következtében a pajzsmirigyhormonok gátolják a TSH felszabadulását, aminek segítségével egy állandó és az igényeknek megfelelő pajzsmirigyhormon-koncentráció alakul ki a vérben.

## TSH-hiány, TSH-túltermelés
Amennyiben a TSH nem termelődik vagy a termelés nem elegendő, másodlagos hypothyreosis (pajzsmirigy alultermelés) alakul ki. Ha az agyalapi mirigy például egy adenóma miatt túl sok TSH-t termel, másodlagos hyperthyreosis (pajzsmirigy túltermelés) fejlődik ki. Ezek a betegségformák igen ritkák, sokkal gyakoribb, hogy a pajzsmirigy károsodása miatt alakul ki az alul- vagy túltermelés (primér alul- és túltermelés). Még másodlagos betegségnél is ritkább a harmadlagos károsodás, melynek során a TRH termelés szenved zavart.

## A TSH hatását utánzó TRAt
Graves–Basedow-kór (Morbus Basedow) során autoimmun reakció következtében a TSH-receptor ellen antitest képződik, melyet TSH-receptor elleni antitestnek, rövidítve TRAt-nek (angolul: TRAb, TSH-receptor auto-antibody) hívnak. Ez az antitest a TSH-receptorhoz köt és a receptor folyamatos aktiválását okozza (TSH-tól függetlenül, annak hiányában is), ezáltal a pajzsmirigyhormonok túltermelődéséhez vezet és hyperthyreosist okoz.

## Normál érték a vérben
TSH: 0,4–6 mIU/l.
A TSH-t a vérből lehet kimutatni. Primér pajzsmirigyhormon alultermelődésben az érték emelkedett, primér hyperthyreosis esetében csökkent.

## Története
- A TSH-t 1929-ben fedezte fel Max Aron és Leon Löb.
- 1965-ben Odell beszámolt a TSH első Radioimmuno-Assay-jel történő kimutatásáról.[2]